# Raven Goodwin
Raven Goodwin (* 24. Juni 1992 in Washington, D.C.; gebürtig Raven Tyshanna Goodwin) ist eine US-amerikanische Schauspielerin.

## Leben und Leistungen
Goodwin betätigt sich seit dem Alter von vier Jahren als Schauspielerin. Ihre erste Filmrolle spielte sie in der Komödie Lovely & Amazing von Nicole Holofcener aus dem Jahr 2001. Sie verkörperte dort die afroamerikanische Adoptivtochter von Jane Marks (Brenda Blethyn), die mit Elizabeth (Emily Mortimer) und Michelle (Catherine Keener) auch zwei eigene Töchter hat. Für diese Rolle wurde sie im Jahr 2003 für den Independent Spirit Award und für den Black Reel Award nominiert.
In der Filmkomödie Station Agent (2003) trat Goodwin an der Seite von Peter Dinklage auf. Sie wurde im Jahr 2004 gemeinsam mit einigen anderen Darstellern für den Screen Actors Guild Award und für den Phoenix Film Critics Society Award nominiert. In der Komödie Phat Girlz (2006) verkörperte sie Jazmin Biltmore, die als Erwachsene von Mo’Nique dargestellt wurde, in deren Kindesjahren. Im Filmdrama All About Us (2007) spielte sie eine der größeren Rollen. Außerdem spielt sie in der Disney Chanel Serie Meine Schwester Charlie, die Rolle der Ivy.

## Filmografie (Auswahl)
- 2001: Lovely & Amazing
- 2003: Station Agent (The Station Agent)
- 2006: Phat Girlz
- 2007: All About Us
- 2011: Meine Schwester Charlie unterwegs – Der Film (Good Luck Charlie, It’s Christmas!)
- 2017: Mädeltrip (Snatched)
- 2024: Lola

### Serien
- 2007–2008: Just Jordan
- 2010: Huge
- 2010–2014: Meine Schwester Charlie
- 2011: New Girl
- 2011: Glee
- 2013–2019: Being Mary Jane
- 2022–2023: Abbott Elementary